# Cyclosa nevada
Cyclosa nevada là một loài nhện trong họ Araneidae.
Loài này thuộc chi Cyclosa. Cyclosa nevada được Herbert Walter Levi miêu tả năm 1999.